# Doomsday X
Doomsday X – dziesiąty album studyjny amerykańskiej grupy muzycznej Malevolent Creation. Płyta została wydana w Stanach Zjednoczonych 17 lipca 2007 roku nakładem Nuclear Blast. W Europie płyta ukazała się 24 sierpnia 2007 roku nakładem Massacre Records. Sesja nagraniowa odbyła się w Mercury Recording Studios w Pompano Beach na Florydzie. Gościnnie na albumie wystąpił gitarzysta grupy Slipknot - Mick Thomson. Muzyk zagrał na gitarze w utworze pt. "Deliver My Enemy".

## Lista utworów
Opracowano na podstawie materiału źródłowego.
1. „Cauterized” (muz. i sł. Fasciana, Hoffman) – 3:48
2. „Culture Of Doubt” (muz. i sł. Fasciana, Hoffman) – 4:18
3. „Deliver My Enemy” (muz. i sł. Fasciana, Hoffman) – 5:25
4. „Archaic” (muz. i sł. Black) – 3:09
5. „Buried In A Nameless Grave” (muz. i sł. Black) – 3:46
6. „Dawn Of Defeat” (muz. i sł. Hoffman, Rubin) – 3:37
7. „Prelude To Doomsday” (muz. i sł. ?) – 3:32
8. „Upon Their Cross” (muz. i sł. Fasciana, Hoffman) – 4:45
9. „Strength In Numbers” (muz. i sł. Fasciana, Hoffman) – 4:57
10. „Hallowed” (muz. i sł. Hoffman, Rios, Rubin) – 4:34
11. „Unleash Hell” (muz. i sł. Hoffman, Rubin) – 3:28
12. „Bio-Terror” (muz. i sł. ?) – 3:59

## Twórcy
Opracowano na podstawie materiału źródłowego.

- Brett Hoffmann – wokal prowadzący
- Phil Fasciana – gitara rytmiczna, gitara prowadząca
- Jon Rubin – gitara rytmiczna, gitara prowadząca
- Jason Blachowicz – gitara basowa
- Dave Culross – perkusja
- Kyle Symons – wokal wspierający (utwór "Bio-Terror")
- Mick Thomson – gitara prowadząca (utwór "Deliver My Enemy")
- Gus Rios – inżynieria dźwięku, miksowanie
- Matt Laplant – miksowanie
- Alan Douches – mastering
- Darrin Wehser – oprawa graficzna
- Mircea Gabriel Eftemie – oprawa graficzna